# Estádio Elmo Moreno
Estádio Elmo Moreno – stadion piłkarski, w Iguatu, Ceará, Brazylia, na którym swoje mecze rozgrywa klub Iguatu Futebol Clube.